# Polygonia styrus
Polygonia styrus är en fjärilsart som beskrevs av Edwards. Polygonia styrus ingår i släktet Polygonia och familjen praktfjärilar. Inga underarter finns listade i Catalogue of Life.